# Michel Breistroff
Michel Breistroff (né le 5 février 1971 à Roubaix en France et mort le 17 juillet 1996 au large de Long Island aux États-Unis), victime du crash du vol 800 TWA, est un joueur professionnel français de hockey sur glace qui évoluait en position de défenseur.

## Biographie

### Jeunesse
Michel Jean Armand Breistroff est le fils de Michel Breistroff, président de club dans le Nord. Michel Breistroff évolue enfant au club des Patineurs de Croix, avant de partir à 14 ans pour le club des Gothiques d'Amiens. Après son baccalauréat, il part poursuivre ses études au Canada puis à l'université Harvard où il est diplômé en anthropologie de l'université Harvard.

### Carrière de joueur
Il joue pour le Crimson d'Harvard pendant quatre saisons entre 1990 et 1993 en NCAA ce qui le fait alors connaitre en France et intégrer la sélection nationale.
Jouant au poste de défenseur, il  évolue une saison en professionnel avec les Ducs d'Angers, dans le perspective de participer aux Jeux Olympiques de Lillehammer ; malheureusement, une grave blessure (section d'un biceps en cours de match) lui coûte cette participation ainsi qu'une part importante de la saison régulière. Suivant la saison 1995-1996 qu'il joue avec les Gothiques, il dispute le championnat du monde à Vienne avec l'équipe de France avec laquelle il finit à la onzième place.
Alors qu'il devait intégrer l'équipe allemande des Wild Wing de Schwenningen pour la saison suivante, il périt dans l'accident du Boeing 747 du vol 800 TWA le 17 juillet 1996, de retour d'un séjour aux États-Unis.
Sa fiancée, Heidi Snow, à qui il avait fait sa demande en mariage quelques minutes plus tôt à l'aéroport, a créé le groupe dédié au soutien des familles de victimes de crashs aériens, ACCESS (AirCraft Casualty Emotional).
Son maillot, floqué du numéro 27, est retiré des Gothiques d'Amiens.

## Statistiques
| Saison    | Équipe                  | Ligue  |    | Saison régulière | Saison régulière | Saison régulière | Saison régulière | Saison régulière |   | Séries éliminatoires | Séries éliminatoires | Séries éliminatoires | Séries éliminatoires | Séries éliminatoires |
| Saison    | Équipe                  | Ligue  | PJ | B                | A                | Pts              | Pun              | PJ               | B | A                    | Pts                  | Pun                  |                      |                      |
| 1988-1989 | Lasers de Kanata Valley | LCHJA  | 54 | 13               | 16               | 29               | 22               |                  |   |                      |                      |                      |                      |                      |
| 1990-1991 | Crimson d'Harvard       | NCAA   | 20 | 3                | 2                | 5                | 16               |                  |   |                      |                      |                      |                      |                      |
| 1991-1992 | Crimson d'Harvard       | NCAA   | 21 | 0                | 4                | 4                | 24               |                  |   |                      |                      |                      |                      |                      |
| 1992-1993 | Crimson d'Harvard       | NCAA   | 28 | 0                | 4                | 4                | 24               |                  |   |                      |                      |                      |                      |                      |
| 1993-1994 | Ducs d'Angers           | France | 17 | 3                | 10               | 13               | 16               | 10               | 1 | 5                    | 6                    | 16                   |                      |                      |
| 1994-1995 | Crimson d'Harvard       | NCAA   | 25 | 1                | 6                | 7                | 32               |                  |   |                      |                      |                      |                      |                      |
| 1995-1996 | Gothiques d'Amiens      | France | 26 | 1                | 2                | 3                | 28               | 10               | 1 | 3                    | 4                    | 10                   |                      |                      |

## Palmarès

### En club
Crimson d'Harvard
- Champion NCAA division ECAC saison régulière en 1992 et 1993